# Dmitri Pawlowitsch Rjabuschinski

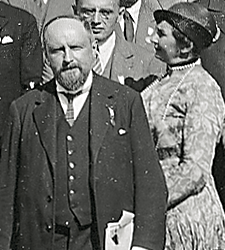
Dmitri Pawlowitsch Rjabuschinski (auf dem Internationalen Mathematikerkongress 1932 in Zürich)

Dmitri Pawlowitsch Rjabuschinski (russisch Дмитрий Павлович Рябушинский; * 18. Oktoberjul. / 30. Oktober 1882greg. in Moskau; † 27. August 1962 in Paris) war ein russischer Physiker und Hochschullehrer.

## Leben
Rjabuschinski war der siebte Sohn des altgläubigen Unternehmers Pawel Michailowitsch Rjabuschinski. Seine Mutter Alexandra Stepanowna war die Tochter  des reichen Getreidehändlers Stepan Tarassowitsch Owssjannikow, der 1874 wegen Brandstiftung bei einem Konkurrenten zu Freiheitsverlust verurteilt wurde. Rjabuschinski schloss seine Ausbildung an der Moskauer Akademie für Angewandte Handelswissenschaften 1901 mit einer Goldmedaille ab.
Im Gegensatz zu seinen Brüdern trat Rjabuschinski nicht in das väterliche Familienunternehmen ein, sondern widmete sich der Wissenschaft. Mit Unterstützung Nikolai Jegorowitsch Schukowskis gründete er 1904 auf seinem Landgut Kutschino bei Balaschicha (heute Teil Schelesnodoroschnys) das weltweit erste Aerodynamik-Institut, in dem dann auch ein Windkanal aufgebaut wurde. 1906 erschien die erste Ausgabe des Bulletin des Aerodynamik-Instituts in Kutschino (5 Ausgaben bis 1914 und eine sechste 1920 in Paris). Von 1908 bis 1912 studierte er an der Universität Moskau. 1911 veröffentlichte er eine Verallgemeinerung des Π-Theorems. Er arbeitete dann an Schukowskis Lehrstuhl für Theoretische- und Angewandte Mechanik. 1916 wurde er zum Magister promoviert. Als Privatdozent führte er den Kurs für Kontinuumsmechanik und Aerodynamik durch. Im akademischen Jahr 1916/1917 hielt er drei Vorträge in der Moskauer Mathematischen Gesellschaft. Er befasste sich mit Kavitation und dem scheinbaren Rayleigh-Paradoxon (Rayleigh-Rjabuschinski-Paradox). Im Jahre 1917 bekam er ein Patent auf die Grundlagen der später entwickelten rückstoßfreien Geschütze. Er erfand den Rjabuschinski-Körper zur näherungsweisen Beschreibung der Grenzschichtablösung in der Strömungsmechanik.
Als nach der Oktoberrevolution Nachbargüter in Brand gesteckt wurden, schickte Rjabuschinski seine Frau Wera Sergejewna geborene Sybina und seine drei Töchter ins Ausland, blieb aber selbst, um das Institut zu erhalten. Das Institut wurde in der Tat im April 1918 auf Rjabuschinskis Bitte verstaatlicht und mit ihm als Direktor unter den Schutz des Volkskommissariats für Bildungswesen gestellt (1921 wurde es in das Moskauer Institut für Weltraumphysik umgewandelt, um später Teil des Staatlichen Forschungsinstituts für Geophysik zu werden). Nach einer Verhaftung durch die Petrograder Tscheka von Oktober bis Dezember 1918 gelang ihm die Emigration nach Dänemark und schließlich 1919 nach Frankreich. Er beantragte nie die französische Staatsbürgerschaft, sondern behielt den Nansen-Pass der russischen Emigranten bis zu seinem Tode. Er hielt eingeladene Vorträge auf dem Internationalen Mathematikerkongress 1920 in Straßburg, 1928 in Bologna und 1932 in Zürich. Ab 1923 hielt er als Gastforscher Vorlesungen an der Universität von Paris. Er war Präsident der Russischen Philosophischen Gesellschaft und der Assoziation zur Bewahrung der russischen Kulturgüter im Ausland. Er veröffentlichte mehr als 200 Fachartikel. Er gehörte zu den Gründern der Russischen Technischen Hochschule in Frankreich, deren Lehrstuhl für Theoretische Mechanik er ab 1931 leitete. 1932 erhielt er einen Preis der Académie des sciences. 1935 wurde er auf Vorschlag Henri Villats als korrespondierendes Mitglied in die  Académie des sciences gewählt. Zum 220. Jahrestag der Akademie der Wissenschaften der UdSSR schrieb er an den Präsidenten der Akademie, dass er auch im Ausland zur Stärkung und Erweiterung der russischen Wissenschaft beitrug.
Rjabuschinski wurde auf dem Russischen Friedhof von Sainte-Geneviève-des-Bois begraben. Im September 1994 wurde in Russland der 90. Jahrestag der Gründung des Aerodynamik-Instituts Kutschino gefeiert, wozu Rjabuschinskis jüngste Tochter Alexandra Dmitrijewna Pakravan-Rjabuschinska aus der Schweiz mit ihren Kindern aus Frankreich, den USA und der Schweiz eingeladen worden waren. Am 31. Oktober 2011 wurde in Schelesnodoroschny das Rjabuschinski-Denkmal des Bildhauers Sergei Alexandrowitsch Jalos eingeweiht.